# 아루바의 문장
아루바의 문장은 1955년에 제정되었다.

아루바의 문장

문장 위쪽에 그려져 있는 사자는 힘과 관용을 의미한다. 문장 가운데에 그려진 방패 안에는 하얀색 십자가가 그려져 있는데 십자가는 신앙심을 의미한다. 십자가 왼쪽 상단에는 아루바의 대표적인 수출 품목인 알로에가, 오른쪽 상단에는 아루바에서 2번째로 높은 산인 호이베르흐(Hooiberg)가 그려져 있다. 십자가 왼쪽 하단에는 악수를 하고 있는 두 개의 손이, 오른쪽 하단에는 톱니바퀴가 그려져 있다.
산은 바다에 떠 있는 아루바를, 악수를 하고 있는 두 개의 손은 세계와 좋은 관계를 맺고 있는 아루바를, 톱니바퀴는 아루바의 산업을 의미한다. 문장 양쪽을 감싸고 있는 월계수 가지는 평화와 우정을 의미한다.

## 같이 보기
- 네덜란드의 국장